# Blanka Paulů
Blanka Paulů (Vrchlabí, 31 marzo 1954) è un'ex fondista cecoslovacca.
A volte è indicata anche come Blanka Paulů-Šaférová, dal cognome del marito; nelle liste FIS è registrata come Blanca Paulu.

## Biografia
In Coppa del Mondo esordì nella gara inaugurale del 9 gennaio 1982 a Klingenthal (4ª), ottenne il primo podio il 22 gennaio successivo a Furtwangen (3ª) e la prima vittoria il 28 marzo dello stesso anno a Štrbské Pleso.
In carriera prese parte a tre edizioni dei Giochi olimpici invernali, Innsbruck 1976 (10ª nella 5 km, 17ª nella 10 km, 6ª nella staffetta), Lake Placid 1980 (30ª nella 5 km, 29ª nella 10 km, 4ª nella staffetta) e Sarajevo 1984 (13ª nella 5 km, 13ª nella 10 km, 4ª nella 20 km, 2ª nella staffetta), e a due dei Campionati mondiali, vincendo due medaglie.

## Palmarès

### Olimpiadi
- 1 medaglia:
  - 1 argento (staffetta[1] a Sarajevo 1984)

### Mondiali
- 2 medaglie:
  - 1 argento (5 km a Falun 1974)
  - 1 bronzo (staffetta a Falun 1974)

### Coppa del Mondo
- Miglior piazzamento in classifica generale: 4ª nel 1983
- 7 podi (tutti individuali[2])[3]:
  - 2 vittorie
  - 1 secondo posto
  - 4 terzi posti

#### Coppa del Mondo - vittorie
| Data             | Località      | Nazione        | Spec.    |
| ---------------- | ------------- | -------------- | -------- |
| 28 marzo 1982    | Štrbské Pleso | Cecoslovacchia | 10 km TC |
| 10 febbraio 1983 | Sarajevo      | Jugoslavia     | 5 km     |

Legenda:

TC = tecnica classica